# Городское поселение Голицыно
Городско́е поселе́ние Голи́цыно — упразднённое муниципальное образование в Одинцовском районе Московской области.
Административный центр и крупнейший населённый пункт — город Голицыно.
Глава городского поселения — Дудоров Александр Николаевич.
Адрес администрации: 143040, Московская область, Одинцовский район, г. Голицыно, бульвар Генерала Ремезова, д. 6.

## География
Расположено в южной части Одинцовского района. На западе граничит с городским поселением Кубинка и сельским поселением Часцовским, на севере — с сельским поселением Захаровским и городским поселением Большие Вязёмы, на востоке — с сельским поселением Жаворонковским и городским округом Краснознаменск, на юге — с городским поселением Калининец Наро-Фоминского района. Площадь территории муниципального образования — 5563 га.

## История
Городское поселение Голицыно образовано в рамках Реформы местного самоуправления в Российской Федерации, согласно Закону Московской области от 28 февраля 2005 года № 64/2005-ОЗ. В его состав вошли город Голицыно и 6 населённых пунктов позже упразднённого Сидоровского сельского округа Одинцовского района Московской области.

## Состав городского поселения
| № | Населённый пункт | Тип населённого пункта        | Население |
| - | ---------------- | ----------------------------- | --------- |
| 1 | Бутынь           | деревня                       | ↗180      |
| 2 | Голицыно         | город, административный центр | ↘22 861   |
| 3 | Кобяково         | деревня                       | ↘225      |
| 4 | НИИ Радио        | посёлок                       | ↗237      |
| 5 | Октябрьский      | посёлок                       | ↗5        |
| 6 | Сивково          | деревня                       | ↗46       |
| 7 | Сидоровское      | село                          | ↗125      |

## Население
| 2006    | 2007    | 2008    | 2009    | 2010    | 2011    | 2012    | 2013    | 2014    |
| ------- | ------- | ------- | ------- | ------- | ------- | ------- | ------- | ------- |
| 17 253  | ↗17 986 | ↘17 265 | ↗18 357 | ↗18 411 | ↘18 243 | →18 243 | ↗18 286 | ↘18 176 |
| 2015    | 2016    | 2017    | 2018    | 2019    |         |         |         |         |
| ↘18 127 | ↗18 400 | ↗18 531 | ↘18 489 | ↘18 173 |         |         |         |         |